# Крістіан Керн
Крістіан Керн (нім. Christian Kern; нар. 4 січня 1966) — австрійський політик. З 17 травня 2016 року до 19 жовтня 2017 — Федеральний канцлер Австрії.

## Політична кар'єра
Крістіан Керн виріс в родині електрика і секретарки в віденському окрузі Зиммеринг. У 1997 році закінчив навчання у Віденському університеті за спеціальністю «Публіцистика і теорія комунікації» з присудженням наукового ступеня магістр філософії. Темою його дипломного дослідження був огляд зовнішньополітичних статей австрійської преси за 1993 рік. Після цього він продовжив навчання в швейцарському Університеті Санкт-Галлена, в аспірантурі якого освоїв спеціальність «менеджера».
У роки навчання співпрацював з Асоціацією соціалістичних студентів Австрії, виконуючи обов'язки шеф-редактора журналу «Ротпресс».
Кар'єру журналіста Керн почав в 1989 році як бізнес-журналіст австрійського ділового журналу «Option». У 1991 році він став помічником статс-секретаря П. Костелка в уряді. Коли П. Костелка став головою парламентської фракції Соціал-Демократичної партії, Керн став його прес-секретарем.
У 1997 році Крістіан Керн перейшов на роботу в офіс найбільшого постачальника електроенергії в Австрії «Verbund AG», де він був першим помічником голови ради, а з 1999 — керівником відділу стратегічного маркетингу та управління продажами. До 2010 року очолював ряд служб фірми, з 2007 року є членом правління.
У 2010 році перейшов в Австрійські федеральні залізниці. У 2014 році К. Керн був призначений головою Товариства європейських залізниць та інфраструктурних компаній. З 2009 року — член правління ФК «Аустрія»
У 2011 р з ініціативи Керна почалася кампанія по оприлюдненню фактів співпраці концерну з нацистською владою в роки Другої світової війни. Як заявив Керн, «про це треба було розповісти, щоб очистити ім'я концерну». У червні 2013 р за ці зусилля він отримав нагороду Єврейської громади Відня — медаль імені Марієтти і Фрідріха Торберг. Підсумком роботи стала виставка «Забуті роки», відкрита в листопаді 2014 року в будівлі Європарламенту в Брюсселі. У числі її експонатів були матеріали, які доводять участь службовців австрійської залізниці в фашистських організаціях.
З початку 2015 р партії кандидатуру Керна розглядали як найбільш можливого наступника Вернера Файмана на постах канцлера і партійного керівника.
У вересні 2015 року, під час європейського міграційного кризи, Керн курирував транзит біженців з Угорщини в Німеччину через територію Австрії. Як зазначалося в пресі, Керн проявив високі організаторські здібності, в зв'язку з чим його істотно зросла його популярність.
З 17 травня 2016 року  до 19 жовтня 2017 — федеральний канцлер Австрії від Соціал-Демократичної партії Австрії.

## Сім'я
У 1985—2001 роках був одружений з Карін Вессель, з якою у Керна 3 сина.
У другому шлюбі з Евеліною Штайнбергер має дочку.